# میانه‌رو
میانه‌رو یا معتدل در سیاست و دین فردی است که افراطی، حزبی-جناحی، یا رادیکال نیست. یک فرد میانه‌رو کسی است که پیرو جریان اصلی است و از دیدگاه‌های افراطی و تغییرات اجتماعی چشمگیر، دوری می‌کند. در نظام سیاسی در ایالات متحده آمریکا، میانه‌رو کسی است که در طیف سیاسی چپ-راست، پیرو میانه‌گرایی باشد.

## در سیاست
رأی دهندگانی که خود را متمایل به مرکز طیف سیاسی توصیف می‌کنند بیشتر منظورشان این است که دیدگاه سیاسی میانه‌رو دارند و از چپ یا راست افراطی پشتیبانی نمی‌کنند. نظرسنجی گالوپ نشان داده بین ۳۵–۳۸٪ آمریکایی‌ها در ۲۰ سال گذشته خود را میانه‌رو دانسته‌اند.

## تاریخچه
ارسطو طرفدار سیاست‌های مرکز گرایانه بود و با اختلاف زیاد فقر و ثروت، یا منافع الیگارش‌ها و مستبدین، رابطه خوبی نداشت.